# Psilopleura klagesi
Psilopleura klagesi är en fjärilsart som beskrevs av Rothschild 1911. Psilopleura klagesi ingår i släktet Psilopleura och familjen björnspinnare. Inga underarter finns listade.